# 藍嶺山行車通道
藍嶺山行車通道，是美國東部一條著名的山區風景區路線。
藍嶺山行車通道沿阿巴拉契亚山脉之藍嶺山山嶺而興建的行車通道，由東北向西南伸展，橫跨美國維珍尼亞州和北卡羅萊納州。全長469哩（755千米），沿途更開鑿岩石成隧道共26條。藍嶺山行車通道最高處是6053呎（1845米）。沿途多是山區風景區，有森林﹑河流﹑瀑布﹑山谷﹑郊野行山徑.....等。樹木花卉多樣化。

## 歷史
由羅斯福總統1930年代開始。全程到1980年代完成。藍嶺山行車通道之計劃原名名叫Appalachian Scenic Highway（阿巴拉契亚山脉風景高速公路）。此公共設施大工程也屬那年代經濟大蕭條時代的推動經濟方案之一。 （页面存档备份，存于）

## 重點
為方便遊人， 藍嶺山行車通道沿途有里程碑（小石柱附數字）標示哩數。重點風景點也有標示。

### 宜加留意事項
- 藍嶺山行車通道附近城鎮，如阿什维尔（Asheville）提供遊人之地圖多也難以詳盡清楚指示。

- 藍嶺山行車通道詳情，出發前宜參考藍嶺山行車通道網站地圖，和美國坊間之藍嶺山行車通道旅遊指南書。

- 因為在山區而且地勢高，常在冬季和颱風時因受損而關閉維修。

- 在山區，常出現全無訊號情況，難以進行手提電話通訊。

- 山區天氣和溫度變化大，雨雪之外，間中大霧，有時能見度很低，須多加準備。

- 藍嶺山行車通道基本上沿山而建，多S型路。最高行車速度是每小時45哩; 部份路段最高行車速度是每小時25哩。

- 藍嶺山行車通道路邊沒有白色線，是美觀上的設計。

- 藍嶺山行車通道沿途沒有加油站。

- 藍嶺山行車通道使用者以汽車為主，但也歡迎騎單車人士。唯須注意安全。

### 部份風景重點

#### 藍嶺山行車通道：弗吉尼亞州段
- 出發點起：屬仙能渡國家郊遊公園。

- 16 哩：屬喬治華盛頓國家森林。

- 58 to 63.6哩：水獺川段：可到詹姆士河和水獺湖。

- 115.1哩：弗吉尼亞州探索者公園。

- 213哩:：接近嘉力斯填音樂中心連音樂博物館。

#### 藍嶺山行車通道：北卡羅萊納州段
- 252-259 哩：摩西公紀念公園：行山徑﹑騎馬徑﹑釣魚。

- 295.1 to 298哩：朱利安派萊斯公園。行山徑可到大湖。

- 384 哩：藍嶺山行車通道赏枫。訪客中心。

- 408.6 哩：碧嘉山路段。屬Biltmore Estate，也是美國第一間森林研究院校以及碧嘉山國家森林所在。

- 431哩 ：接近藍嶺山行車通道全程最高處。

- 451.2哩 ：可看到大煙山山脈壯麗景觀和賞楓勝地。 訪客中心。

- 469哩 ：屬大煙山國家郊遊公園。接近東部印第安人總部卓洛其區（Cherokee）。

## 外部連結
- 美國國家公園Blue Ridge Parkway 藍嶺山行車通道之網站 （页面存档备份，存于）

- 美國Blue Ridge Parkway 藍嶺山行車通道之網站 （页面存档备份，存于）

- (National Scenic Byways)美國國家景色宜人副路計劃Blue Ridge Parkway 藍嶺山行車通道之網站

另 維基同項目Blue Ridge Parkway英語版 （页面存档备份，存于）有更詳盡資料﹑地圖與圖片。
1. ↑  . National Park Service.   [March 15, 2014].
2. ↑  . National Park Service.   [July 18, 2014]. （原始内容存档于2021-04-16）.